# Teatro nacional de Sarajevo
El Teatro nacional de Sarajevo (en bosnio y serbio: Narodno pozorište Sarajevo, en croata: Narodno kazalište Sarajevo) fue fundado en noviembre de 1921.
La ceremonia de inauguración fue encabezada por Branislav Nusic, entonces Jefe del Departamento de Arte del Ministerio de Educación. El 9 de noviembre de 1946 la Ópera de Sarajevo  comenzó su actividad artística con el estreno de B. Smetana "La novia vendida".
El ballet de Sarajevo también fue fundado en 1946, pero su funcionamiento independiente se pospuso hasta el 25 de mayo de 1950. Esta actuación marcó el inicio de su desarrollo profesional dentro del teatro nacional.
El edificio fue diseñado por el arquitecto Karel Parik, que diseñó más de 160 edificios de Sarajevo.